# Un jour (film)
 (juillet 2016).
Si vous disposez d'ouvrages ou d'articles de référence ou si vous connaissez des sites web de qualité traitant du thème abordé ici, merci de compléter l'article en donnant les références utiles à sa vérifiabilité et en les liant à la section « Notes et références ».
Ne doit pas être confondu avec Un jour (roman), Un jour (série télévisée, 2024) ou Un jour.
Pour plus de détails, voir Fiche technique et Distribution.
Un jour (One Day) est un drame franco-britanno-américain réalisé par Lone Scherfig, sorti en 2011. Il est adapté du roman britannique Un jour de David Nicholls.

## Synopsis
Le 15 juillet 1988, à Édimbourg, après leur soirée arrosée de fin d’études, Emma et Dexter font plus ample connaissance et partagent une nuit : ils sont prêts à une relation sexuelle, mais quand Emma sort de la salle de bains, elle constate que Dexter est sur le point de partir. Le charme est rompu, mais ils décident de rester amis.
Issu d'une famille aisée, Dexter est insouciant et frivole, alors qu'Emma manque de confiance en elle et doit travailler pour vivre. Il devient présentateur vedette d'une émission télévisée à succès, mais déçoit ses parents et Emma, car c'est un spectacle sans intérêt et peu valorisant. Elle devient institutrice, rêvant d'écrire un roman. Derrière son apparence de présentateur télé jovial, Dexter cache un mal-être profond, qui s'aggrave après le décès de sa mère.
Tous deux font respectivement un mariage malheureux. Le mari d'Emma est un homme effacé et velléitaire. L'épouse de Dexter lui est infidèle. Pendant 20 ans, Dexter et Emma s’adorent, se séparent, se détestent, se manquent. Finiront-ils par comprendre qu’ils ne sont jamais aussi heureux que lorsqu'ils sont ensemble ?

## Fiche technique
Sauf indication contraire, les informations mentionnées dans cette section peuvent être confirmées par la base de données cinématographiques IMDb,  présente dans la section « Liens externes ».
- Titre original : One Day
- Titre français : Un jour[3]
- Réalisation : Lone Scherfig
- Scénario : David Nicholls d'après son roman
- Direction artistique : Martin Kelly, Katrina Mackay, Denis Schnegg, Su Whitaker
- Décors : Dominic Capon
- Costumes : Odile Dicks-Mireaux
- Musique : Rachel Portman
- Production : Nina Jacobson, Jane Frazer, Tessa Ross, Raphaël Benoliel, Dimitri Véret
- Sociétés de production : Focus Features (Los Angeles), Random House Films (Londres), Film4 (Londres), Color Force (Los Angeles), Firststep Productions (Paris)[3]
- Pays de production :  États-Unis -  Royaume-Uni -  France[3]
- Langue originale : anglais
- Genre : mélodrame
- Durée : 108 minutes
- Dates de sortie : 
  - Canada : 19 août 2011
  - France : 24 août 2011

## Distribution
- Anne Hathaway (VF : Caroline Victoria ; VQ : Geneviève Désilets) : Emma
- Jim Sturgess (VF : Damien Ferrette ; VQ : Philippe Martin) : Dexter
- Tom Mison (VQ : Benoit Éthier) : Callum
- Rafe Spall (VF : Cédric Dumond ; VQ : Daniel Roy) : Ian
- Jodie Whittaker : Tilly
- Romola Garai (VF : Alexia Lunel ; VQ : Catherine Proulx-Lemay) : Sylvie
- Joséphine de La Baume : Marie
- Patricia Clarkson (VF : Monique Nevers ; VQ : Élise Bertrand) : Alison
- Ken Stott (VF : Michel Papineschi ; VQ : Manuel Tadros) : Steven
- Heida Reed : Ingrid
- Amanda Fairbank-Hynes (VF : Aurore Bonjour) : Tara
- Georgia King : Suki
- Matt Berry : Aaron
- Lorna Gayle : madame Major
- Diana Kent (en) : madame Cope
- James Laurenson : monsieur Cope
- Matthew Beard : Murray Cope
- Toby Regbo : Samuel Cope
- Tom Arnold : Colin
- Sébastien Dupuis : Jean-Pierre
- Eden Mengelgrein : Jasmine (2001)

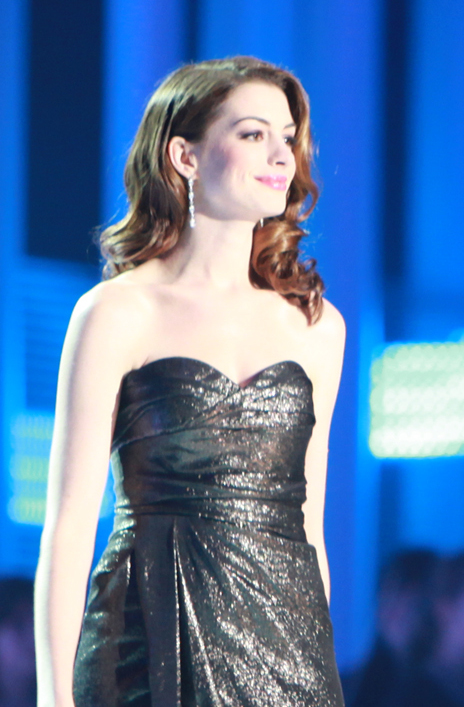
L'actrice principale Anne Hathaway, l'année de tournage du film.

- Kayla Mengelgrein : Jasmine (2001)
- Maisie Fishbourne : Jasmine (2005)
- Emilia Jones : Jasmine (2007 et 2011)
- Gil Alma (VF : Charles Germain) : le serveur
- David Ajala (en) : le responsable de l'étage
- Ukweli Roach : le rappeur
- Clara Paget : la serveuse au cocktail
- Phoebe Fox : la fille en boîte

Sources et légendes : Version française (V. F.) selon le carton du doublage français sur le DVD zone 2 et Version québécoise (V. Q.) sur Doublage.qc.ca

## Production

### Tournage
Toutes les séquences entre la 16e et la 26e minute du film ont été tournées à Dinard, Dinan et Saint Coulomb en Bretagne (France) début septembre 2010. On peut ainsi y reconnaître la plage de l'écluse de Dinard et sa piscine extérieure, entre autres. On aperçoit aussi le viaduc de Dinan ainsi que son port, quelques minutes avant les séquences tournées à Dinard. La scène sur la plage avec les nudistes a elle été tournée à la Guimorais à Saint Coulomb.
Les scènes où Dexter et Emma se rencontrent pour la première fois ont été filmées à Édimbourg en août 2010. On aperçoit le Siège d'Arthur dans une scène.
Le restaurant mexicain dans lequel Emma travaille au début du film existe vraiment. Il s'agit du « Cubana », restaurant situé dans la rue Lower Marsh dans le borough londonien de Lambeth.
Le bar à la terrasse duquel Emma retrouve son petit ami Jean-Pierre, à Paris, est Le Carillon. Situé à l'angle des rues Bichat et Alibert, dans le 10e arrondissement, il a été l'une des cibles des attentats terroristes du 13 novembre 2015.

## Autour du film
Le principe du film, sinon son intrigue, est proche, de celui de Même heure l'année prochaine, de Robert Mulligan (1978), qui s'est attiré de nombreuses nominations et un Golden Globe pour Ellen Burstyn. Dans le film de Mulligan, les héros, récemment mariés chacun de leur côté, tombent amoureux l’un de l’autre et se retrouveront durant 26 ans, chaque année le même jour à la même heure. Lone Scherfig filme les siens, amoureux sans trop le savoir, le 15 juillet de chaque année de 1988 à 2011.